# Feredayia
Feredayia é um gênero de traça pertencente à família Arctiidae.